# Pałac Lodowy (Czerepowiec)
Pałac Lodowy – hala widowiskowo-sportowa w Czerepowcu, w Rosji. Budowa obiektu została zainaugurowana 8 kwietnia 2005 roku, a uroczystość otwarcia nastąpiła 4 listopada 2006 roku. Obiekt może pomieścić 5685 widzów. Swoje spotkania rozgrywają na nim hokeiści klubu Siewierstal Czerepowiec oraz młodzieżowy zespół Ałmaz Czerepowiec.